# Weslake 58
Der Weslake 58, auch Weslake 3000, war ein Rennmotor, der sowohl im Monopostosport als auch in Rennsportwagen zum Einsatz kam.

## Technische Daten
Der Weslake 58 war ein 3-Liter-12-Zylinder-Saugmotor, der 1966 bei Weslake entwickelt wurde. Der Motor hatte einen Vierventilzylinderkopf und eine hohe Verdichtung von 12:1. Dieser Motor war der erste echte Vierventilmotor der ab 1966 geltenden neuer 3-Liter-Motorenformel der Formel 1. Der hochdrehende Rennmotor hatte mit einem Wert von 21,1 m/s eine hohe Kolbengeschwindigkeit. Durch den kleinen Zylinderabstand hatte der Motor einen langen Hub: Mit einer Bohrung von 72,8 mm und einem Hub von 60,3 mm war der Weslake 58 der Rennmotor mit der kleinsten Bohrung und dem längsten Hub seiner Zeit. Das Triebwerk leistete in seiner Urform 271 kW (364 PS), die später auf bis zu 420 PS gesteigert werden konnten.
Der Motor war mit 175 kg für einen Zwölfzylinder sehr leicht und mit einer Länge von 67,4 cm kürzer als alle anderen Zwölfzylinder-Rennmotoren der 1960er-Jahre. Der Motor war zwar um 12,4 cm länger als der V8-Motor von Cosworth, aber um 20 cm schmaler.

## Einsatz
Eingesetzt wurde das Triebwerk in der Formel 1 im Eagle T1G, mit dem Dan Gurney den Großen Preis von Belgien 1967 gewann. Ein Einsatz im Mirage M6 kam 1973 wegen technischer Problem nicht zustande.